# Lijst van afleveringen van Nikki
Dit is een lijst met afleveringen van de Amerikaanse televisieserie Nikki. De serie telt 2 seizoenen. Een overzicht van alle afleveringen is hieronder te vinden.

## Seizoen 1
| Nr. | Titel aflevering                   | Uitzenddatum VS  |
| --- | ---------------------------------- | ---------------- |
| 1   | Fierce                             | 8 oktober 2000   |
| 2   | Humiliated                         | 15 oktober 2000  |
| 3   | Topless                            | 22 oktober 2000  |
| 4   | No Sex, No Mary, No Title          | 29 oktober 2000  |
| 5   | Won't You Beat My Neighbor?        | 5 november 2000  |
| 6   | The Next Step                      | 12 november 2000 |
| 7   | The Ex Factor                      | 19 november 2000 |
| 8   | Stealing Nikki                     | 26 november 2000 |
| 9   | The Cry Baby Who Stole Christmas   | 17 december 2000 |
| 10  | Bottoms Up                         | 7 januari 2001   |
| 11  | The Jupiter and Mary Chain         | 14 januari 2001  |
| 12  | Let It Ride                        | 21 januari 2001  |
| 13  | Dream Weaver                       | 4 februari 2001  |
| 14  | Fallback                           | 11 februari 2001 |
| 15  | Cheerleader of Doom                | 18 februari 2001 |
| 16  | I'll Kick Your Ass                 | 25 februari 2001 |
| 17  | One Wedding and a Funeral          | 1 april 2001     |
| 18  | Dwight and Nikki and Ken and Alice | 8 april 2001     |
| 19  | Schisler's List                    | 29 april 2001    |
| 20  | And the Winner Is...               | 6 mei 2001       |
| 21  | Love at First Dwight               | 13 mei 2001      |
| 22  | Family Lies                        | 20 mei 2001      |

## Seizoen 2
| Nr. | Titel aflevering                        | Uitzenddatum VS  |
| --- | --------------------------------------- | ---------------- |
| 1   | Technical Knockup                       | 14 oktober 2001  |
| 2   | Vaya Con Nikki                          | 21 oktober 2001  |
| 3   | A Rock and a Hard Place                 | 28 oktober 2001  |
| 4   | Superhero Blues                         | 4 november 2001  |
| 5   | My Best Friend's Day Care               | 11 november 2001 |
| 6   | Home Sweet Homeless                     | 18 november 2001 |
| 7   | Take This Job and Love It               | 25 november 2001 |
| 8   | Gimme Shelter                           | 9 december 2001  |
| 9   | Milli Vanikki                           | 16 december 2001 |
| 10  | Through Thick and Thin                  | 6 januari 2002   |
| 11  | To Your Grave                           | 13 januari 2002  |
| 12  | Nikki Can't Wait for Dwight's Birthday  | 20 januari 2002  |
| 13  | She Was a Job-Jumper                    | 27 januari 2002  |
| 14  | Welcome to the Rest of Your Life        | onbekend         |
| 15  | Uneasy Rider                            | onbekend         |
| 16  | My Two Left Feet                        | 17 februari 2002 |
| 17  | GED off My Back                         | onbekend         |
| 18  | Working Girl                            | onbekend         |
| 20  | Portrait of the Wrestler as a Young Man | onbekend         |